# Esteban Courtalón
Pour les articles homonymes, voir Courtalon.
Pablo Esteban Courtalón, né le 21 juillet 1940 est un cadreur et directeur de la photographie argentin.
Originaire de Santa Fe en Argentine, Courtalón a participé au tournage de 20 films argentins depuis 1965 parmi lesquels El Acomodador (1975), Eversmile, New Jersey (1989) et Alambrado (1991). En 2003, il a reçu à l'unanimité le Colon d'argent de la meilleure photographie au festival du film latino-américain de Huelva pour le film Sub Terra.

## Filmographie
- Sub terra (2003)
- Cicatrices (2001)
- Ladrón y su mujer, Un (2001)
- Maria Luisa en la niebla (1999) (TV)
- Entusiasmo, El (1998)
- Pasos de baile (1997)
- Siempre es difícil volver a casa (1992)
- Alambrado (1991)
- Última siembra, La (1991)
- Eversmile, New Jersey (1989)
- Kindergarten (1989)
- En el nombre del hijo (1987)
- Memorias y olvidos (1987)
- Película del rey, La (1986)
- Reinaldo Solar (1986)
- Juguete rabioso, El (1984)
- Boda, La (1982)
- Acomodador, El (1975)
- Palo y hueso (1968)
- Después de hora (1965)